# Carex mackenziana
Carex mackenziana är en halvgräsart som beskrevs av Charles Alfred Weatherby. Carex mackenziana ingår i släktet starrar, och familjen halvgräs. Inga underarter finns listade i Catalogue of Life.